# Lathromeroidea trichoptera
Lathromeroidea trichoptera är en stekelart som beskrevs av Lin 1994. Lathromeroidea trichoptera ingår i släktet Lathromeroidea och familjen hårstrimsteklar. Inga underarter finns listade i Catalogue of Life.